# Arthur Meille
Arturo Guglielmo Meille, chiamato indifferentemente Arturo come Arthur (Luserna San Giovanni, 15 agosto 1892 – Torre Pellice, 7 dicembre 1977), è stato un calciatore italiano, di ruolo attaccante.

## Carriera
Ultimogenito del pastore valdese William Meille e di Lina Peyrot, fece il suo esordio con la Juventus contro il Torino nel Derby della Mole l'8 settembre 1911 in una sconfitta per 2-1, mentre la sua ultima partita fu contro l'Andrea Doria il 7 gennaio 1912 in una sconfitta per 1-0. Nella sua unica stagione ufficiale bianconera totalizzò 11 presenze e 2 reti.
Passò al FBC Roma nel 1912 divenendo un punto di forza del club capitolino. Si presentò ai giallorossi prima di un'amichevole contro la Fortitudo. Il club aveva già contattato un giocatore irlandese ma un rapido provino convinse i dirigenti del FBC Roma ad ingaggiarlo, Meille ripagò subito la fiducia segnando le 4 reti con cui il Roman vinse la partita. In seguito fu anche capitano della prima rappresentativa Romana che sconfisse l'Andrea Doria in un incontro del 1912, giocò nonostante avesse ricevuto un duro colpo sul volto ed avesse il labbro sanguinante.
Durante la Grande Guerra, Meille tornò alla Juventus, con cui disputò alcuni incontri amichevoli.

## Statistiche

### Presenze e reti nei club
| Stagione        | Club            | Campionato      | Campionato | Campionato |
| Stagione        | Club            | Comp            | Pres       | Reti       |
| --------------- | --------------- | --------------- | ---------- | ---------- |
| 1911-1912       | Juventus        | Prima categoria | 11         | 2          |
| Totale Juventus | Totale Juventus |                 | 11         | 2          |
| Totale carriera | Totale carriera |                 | 11         | 2          |